# 英雅人
英 雅人（はなぶさ まさと、1983年1月30日 - ）は愛知県出身のタレント。

## 来歴・人物
浜崎あゆみドームツアー、スタジアムツアーにバックダンサーとして参加。芸能界デビューのきっかけとなる。2010年3月現在、ソロで活動中。アーティストのほか、俳優、タレントとしても活動している。

## プロフィール
- 血液型:O型
- 身長:175cm
- バスト:83cm
- ウエスト:73cm
- ヒップ:77cm
- 特技:ダンス、水泳、ドラム
- 趣味:リメイク、買い物、DVD鑑賞

## 出演

### テレビ
- 万引きGメン・二階堂雪（TBS）
- 中居正広の金曜日のスマたちへ（TBS）
- 踊る!さんま御殿!!（日本テレビ）
- くわばたりえのアナタごはん（CS）

### 映画
- ハーブ畑の恋人
- 秘メ煙

### 雑誌
- デジタルモノ・マガジン
- COOL TRANS
- TOKYO1週間
- るるぶ東京ベストセレクト

### ライブ（イベント含む）
- ayumi hamasaki DOME TOUR 2001 A
- ayumi hamasaki STADIUM TOUR 2002 A
- Born to RocK
- 太鼓祭
- 英雅人ファンクラブ開設&移籍公表ライブ
- イケメンカフェ
- スクリーンからこんにちは2010